# Magnolia wilsonii
Espèce
Synonymes
- Magnolia liliflora var. taliensis (W.W. Sm.) Pamp.
- Magnolia  globosa subsp. wilsonii (Finet & Gagnep.) J.Li
- Magnolia  highdownensis Dandy
- Magnolia  liliifera var. taliensis (W.W.Sm.) Pamp.
- Magnolia  nicholsoniana Rehder & E.H.Wilson
- Magnolia  parviflora var. wilsonii Finet & Gagnep.
- Magnolia  taliensis W.W.Sm.
- Magnolia  wilsonii f. nicholsoniana (Rehder & E.H.Wilson) Rehder
- Magnolia  wilsonii f. taliensis (W.W.Sm.) Rehder
- Oyama  wilsonii (Finet & Gagnep.) N.H. Xia & C.Y. Wu

Statut de conservation UICN

 NT  : Quasi menacé
Magnolia wilsonii est une espèce de plantes à fleurs de la famille des Magnoliaceae. C'est un arbre trouvé en Chine.

## Liste des formes
Selon World Checklist of Selected Plant Families (WCSP) (1er janvier 2014) :
- Magnolia wilsonii (Finet & Gagnep.) Rehder (1913)

Selon Tropicos (1er janvier 2014) (Attention liste brute contenant possiblement des synonymes) :
- forme Magnolia wilsonii fo. nicholsoniana (Rehder & E.H. Wilson) Rehder
- forme Magnolia wilsonii fo. taliensis (W.W. Sm.) Rehder

## Description
C'est un arbre.

## Répartition et habitat
L'espèce est trouvée au Centre-Sud de la Chine.
Elle vit en milieu tempéré.